# Tertolino Balbino
Tertolino Balbino, o Mestre Terto (Conceição da Barra, 27 de abril de 1933 - 16 de abril de 2022), foi um mestre de Ticumbi, manifestação de cultura popular do povo negros do litoral norte do Espírito Santo. 

## Vida
Filho de Manoel Jerônimo e Deolinda Balbina do Rosário, nasceu em Córrego de Santana, em Conceição da Barra, região que teria pertencido ao antigo Quilombo de Nego Rugério. Ingressou no Baile de Congo ou Ticumbi de São Benedito de Conceição da Barra aos 19 anos e tornou-se mestre ainda muito jovem, antes dos 21 anos, após a morte do Mestre Luiz Hilário. Logo que assumiu o comando do grupo teve o desafio de conduzi-lo no Congresso Internacional de Folclore em São Paulo, em 1954, no marco do IV centenário da capital paulista, representando os grupos folclóricos do Espírito Santo.

Segundo registrado em entrevista com o jornalista Rogério Medeiros, o Ticumbi comandado por Mestre Terto foi o único baile do tipo que sobreviveu ao processo de êxodo das comunidades quilombolas do território de Sapê do Norte, compreendido entre os municípios de Conceição da Barra e São Mateus, depois da expansão dos plantios extensivos de cana e eucalipto, sendo por muitos anos responsável pela manutenção da tradição.
"Ele tem origem no quilombo, o quilombo do Negro Rugério, assim como tiveram origem mais cinco ticumbis, mas que sucumbiram com a entrada do eucalipto no território quilombola. Uma diáspora retirou da área deles mais de 50 mil negros, deixando pouco mais de 3 mil, assim mesmo prisioneiros do eucalipto. Só sobreviveu este ticumbi de mestre Terto, que faz com que ele seja hoje venerado pelos negros da região, como responsável pelo resgate da principal manifestação da cultura negra do norte do Estado" (citado na reportagem "Morre Mestre Terto, o mais longevo da cultura popular capixaba")
Mais recentemente, outros grupos de Ticumbi surgiram ou foram recriados, sendo quatro registrados pelo Atlas do Folclore Capixaba, lançado em 2009. Mestre Terto permaneceu como mestre do Baile de Congo de São Benedito por 64 anos, tendo passado o comando dos festejos para Berto Florentino em 2018, por conta de problemas de vista e por sua saúde debilitada em geral.